# أدولف برودسكي
أدولف برودسكي (بالروسية: Адольф Давидович Бродский, Adolf Davidovič Brodskij) (1851 - 22 يناير 1929 )هو عازف كمان روسي.
تمتع بحياة مهنية طويلة ولامعة كعازف ومعلم، بدأ في وقت مبكر من فيينا، وانتقل إلى موسكو ولايبزيغ ومدينة نيويورك وأخيراً مانشستر. خلال دراسته التقى وعمل مع ملحنين مثل بيتر إليتش تشايكوفسكي وإلغار.

## السيرة
ولد لعائلة يهودية مندمجة في تاغانروغ على بحر آزوف. كان جده ووالده عازفي كمان. بدأ دروس الموسيقى في سن الخامسة.

## تراث وتكريمات
أثناء وجوده في لايبزيغ، أقام برودسكي عشاء عيد الميلاد ، التقى فيه يوهانس برامز وتشايكوفسكي وإدفارد جريج. أثار هذا صداقة بين تشايكوفسكي وجريج، اللذين كانا يحظيان باحترام كبير لبعضهما البعض. (برامز وتشايكوفسكي، مع ذلك، لم يحبوا أو يفهموا موسيقى بعضهم البعض أبدًا، على الرغم من أنهما تربطهما علاقات ودية ومحترمة شخصيًا)
تم تكريم برودسكي بمنحه وسام القديس أولاف النرويجي في عام 1892. وأثناء الاحتفالات باليوبيل الخمسين في فبراير 1902 ، منحته جامعة فيكتوريا درجة الدكتوراه الفخرية في الموسيقى.